# Kaspar Flütsch
Kaspar Flütsch (* 20. Juni 1986 in Luzein) ist ein ehemaliger Schweizer Snowboarder. Er startete in den Paralleldisziplinen.

## Werdegang
Flütsch, der für den SC Pany startet, nahm von 2002 bis 2020 an Wettbewerben der FIS teil. Sein Debüt im Weltcup hatte er im Januar 2006 in Nendaz, welches er auf dem 44. Rang im Parallelslalom beendete. Im Dezember 2008 erreichte er in Limone Piemonte mit dem siebten Rang im Parallel-Riesenslalom seine erste Top-Zehn-Platzierung im Weltcup. Bei den Snowboard-Weltmeisterschaften 2009 in Gangwon errang er den 17. Platz im Parallelslalom. Zu Beginn der Saison 2010/11 holte er in Telluride mit dem zweiten Platz im Parallel-Riesenslalom seine erste Podestplatzierung im Weltcup. Bei den Snowboard-Weltmeisterschaften 2011 in La Molina belegte er den achten Platz im Parallelslalom und den vierten Rang im Parallel-Riesenslalom. Im Januar 2013 kam er bei den Snowboard-Weltmeisterschaften in Stoneham im Parallelslalom und im Parallel-Riesenslalom auf den siebten Platz. Drei Monate später wurde er Schweizer Meister im Parallel-Riesenslalom. Bei seiner ersten Olympiateilnahme 2014 in Sotschi belegte er den 11. Rang im Parallel-Riesenslalom und den zehnten Rang im Parallelslalom. Bei den Snowboard-Weltmeisterschaften 2015 am Kreischberg errang er den 31. Platz im Parallel-Riesenslalom und den neunten Platz im Parallelslalom. Im März 2015 wurde er in Grächen Schweizer Meister im Parallelslalom. In der Saison 2016/17 erreichte er im Weltcup drei Top-Zehn-Platzierungen, darunter Platz zwei im Parallelslalom in Bad Gastein und errang damit den siebten Platz im Parallelslalom-Weltcup. Beim Saisonhöhepunkt den Snowboard-Weltmeisterschaften 2017 in Sierra Nevada wurde er Zehnter im Parallelslalom. In den folgenden Jahren kam er meist auf Platzierungen im Mittelfeld. Bei den Olympischen Winterspielen 2018 in Pyeongchang errang er den 21. Platz im Parallel-Riesenslalom.
Flütsch startete an 106 Weltcups und kam dabei 19-mal unter den ersten Zehn. Ebenfalls nahm er ab 2004 am Europacup teil. Dabei holte er fünf Siege und erreichte in der Saison 2009/10 den sechsten Rang in der Cup-Parallelwertung.

## Teilnahmen an Weltmeisterschaften und Olympischen Winterspielen

### Olympische Winterspiele
- 2014 Sotschi: 10. Platz Parallelslalom, 11. Platz Parallel-Riesenslalom
- 2018 Pyeongchang: 21. Platz Parallel-Riesenslalom

### Snowboard-Weltmeisterschaften
- 2009 Gangwon: 17. Platz Parallelslalom
- 2011 La Molina: 4. Platz Parallel-Riesenslalom, 8. Platz Parallelslalom
- 2013 Stoneham: 7. Platz Parallelslalom, 7. Platz Parallel-Riesenslalom
- 2015 Kreischberg: 9. Platz Parallelslalom, 31. Platz Parallel-Riesenslalom
- 2017 Sierra Nevada: 10. Platz Parallelslalom

## Weltcup-Gesamtplatzierungen
| Saison  | Parallel-Weltcup | Parallel-Weltcup | Parallel-Riesenslalom | Parallel-Riesenslalom | Parallelslalom | Parallelslalom |
| Saison  | Punkte           | Platz            | Punkte                | Platz                 | Punkte         | Platz          |
| ------- | ---------------- | ---------------- | --------------------- | --------------------- | -------------- | -------------- |
| 2007/08 | 53               | 63.              | -                     | -                     | -              | -              |
| 2008/09 | 1046             | 24.              | -                     | -                     | -              | -              |
| 2009/10 | 1394             | 19.              | -                     | -                     | -              | -              |
| 2010/11 | 2288             | 14.              | -                     | -                     | -              | -              |
| 2011/12 | 2226             | 15.              | -                     | -                     | -              | -              |
| 2012/13 | 1550             | 16.              | 919                   | 18.                   | 700            | 11.            |
| 2013/14 | 1030             | 17.              | 664                   | 13.                   | 366            | 24.            |
| 2014/15 | 1660             | 16.              | 1110                  | 10.                   | 550            | 23.            |
| 2015/16 | 1038             | 17.              | 550                   | 13.                   | 488            | 18.            |
| 2016/17 | 2134             | 13.              | 1066                  | 16.                   | 1068           | 7.             |
| 2017/18 | 931,2            | 32.              | 885,2                 | 29.                   | 46             | 51.            |
| 2019/20 | 478,6            | 36.              | 409,6                 | 32.                   | 69             | 37.            |